# Fort Peck Lake
Fort Peck Lake – największe jezioro w stanie Montana, w Stanach Zjednoczonych, utworzone w latach 30. XX wieku przez zbudowanie zapory Fort Peck, na rzece Missouri. Jezioro znajduje się we wschodnim regionie preriowym Montany i z powierzchnią 991,5 km² rozlewa się na 6 hrabstw. Znajduje się 30 km na południe od Glasgow. Otoczone jest przez Narodowy rezerwat przyrody Charlesa M. Russella.
Zapora jeziora była budowana przez prawie siedem lat, w latach 1933–1940 i jest największą tamą ziemną w Stanach Zjednoczonych i piątą co do wielkości na świecie. Głównym celem jej budowy było zapewnienie ochrony przeciwpowodziowej w dorzeczu rzeki Missouri.

## Działalność
W jeziorze znaleziono ponad 50 gatunków ryb, w tym najbardziej poszukiwane przez rybaków, jak: sandacz, szczupak, jesiotr, sander, palia, bass małogębowy i czawycza. Jest to ważny region nie tylko rybacki, ale też rekreacyjny znany ze sportów wodnych. Szlak przyrodniczy Beaver Creek zaczyna się na kempingu poniżej tamy i prowadzi przez siedliska dzikich zwierząt. W pobliżu teatru Fort Peck startuje trasa umożliwiająca oglądanie dzikiej przyrody. W bezpośrednim sąsiedztwie elektrowni znajduje się Muzeum Fort Peck Dam. 
Rezerwat przyrody wokół jeziora słynie z łowiectwa, w tym polowania na jelenie, łosie i ptaki górskie. Popularne są także wycieczki konne. 